# Perga kirbii
Perga kirbii – rodzaj błonkówek z rodziny Pergidae.

## Taksonomia
Gatunek ten został opisany w 1817 roku przez W. E. Leacha. Jako miejsce typowe podano „Australazję”. Holotypem był samiec.

## Zasięg występowania
Australia. Notowany w stanach Queensland, Wiktoria, Australia Południowa oraz, być może, w Australii Zachodniej.

## Biologia i ekologia
Roślinami żywicielskimi są przedstawiciele rodziny mirtowatych z rodzajów Corymbia (C. maculata) oraz eukaliptus (eukaliptus kamaldulski i eukaliptus wielki).